# Rawmarsh
Rawmarsh est une localité anglaise du district métropolitain de Rotherham dans le Yorkshire du Sud. 